# Ugljeno hidratna sulfotransferaza
U biohemiji, ugljeno hidratna sulfotransferaza su enzimi unutar klase sulfotransferaza koji katalizuju prenos sulfatne (−SO−
3) funkcionalne grupe na ugljene hidrate u glikoproteinima i glikolipidima. Ugljeni hidrati se koriste u ćelijama za širok spektar funkcija, od strukturnih do vanćelijske komunikacije. Ugljeni hidrati su pogodni za tako raznovrsne funkcije zbog raznolikosti u strukturi generisane iz sastava monosaharida, pozicija glikozidnih veza, bočnog lanca i kovalentne veze. Moguće kovalentne veze uključuju acetilaciju, metilaciju, fosforilaciju i sulfaciju. Sulfacija, koju vrše sulfotransferaze ugljenih hidrata, rezultira stvaranje estre ugljenih sulfatnih estera (−O−SO−
3). Ovi sulfatni esteri se nalaze samo ekstracelularno, bilo kroz izlučivanje u vanćelijski matriks (ECM) ili prezentacijom na površini ćelije. Kao ekstracelularna jedinjenja, sulfatirani ugljeni hidrati su posrednici intercelularne komunikacije, adhezije ćelija i održavanja ECM-a.

## Mehanizam enzima
Sulfotransferaze su enzimi koji katalizuju proces sulfonacije, gde se sulfonil grupa prenosi sa aktiviranog donatora sulfata na hidroksilnu grupu molekula akceptora. Iako je manje uobičajeno, ovaj proces može uključiti i amino grupe. U kontekstu eukariotskih ćelija, aktivirani donator sulfata je obično 3'-Fosfoadenozin-5'-fosfosulfat (PAPS).(Slika 1).
PAPS se sintetiše u citosolu iz ATP-a i sulfata kroz sekvencijalno dejstvo ATP sulfurilaze i APS kinaze. ATP sulfurilaza prvo generiše adenozin-5'-fosfosulfat (APS), a zatim APS kinaza prenosi fosfat sa ATP na APS da bi stvorila PAPS. Značaj PAPS-a i sulfatacije je uočen u prethodnim studijama korišćenjem hlorata , analoga sulfata, kao kompetitivnog inhibitora ATP sulfurilaze. PAPS je kosupstrat i izvor aktiviranog sulfata i za citosolne sulfotransferaze i za ugljene hidratne sulfotransferaze, koje se nalaze u Goldžijevom aparatu. PAPS se kreće između citosola i Goldžijevog lumena preko PAPS/PAP (3'-fosfoadenozin-5'-fosfat) translokaze, transmembranskog antiportera.
Precizan mehanizam koji sulfotransferaze koriste još uvek se razjašnjava, ali studije su pokazale da sulfotransferaze koriste in-line mehanizam transfera sulfonila koji je analogan mehanizmu transfera fosforila koji koriste mnoge kinaze, što je logično s obzirom na visok nivo strukturne i funkcionalne sličnosti između kinaza i sulfotransferaza (Slika 2). U ugljikohidratnim sulfotransferazama identifikovan je konzervirani lizin na aktivnom mestu vezivanja PAPS, što je analogno konzerviranom lizinu na aktivnom mestu vezivanja ATP kinaza. Studije poravnanja sekvenci proteina pokazuju da je ovaj lizin sačuvan i u citosolnim sulfotransferazama. Protein sequence alignment studies indicate that this lysine is conserved in cytosolic sulfotransferases as well.
Pored konzerviranog lizina, sulfotransferaze imaju visoko konzerviran histidin na aktivnom mestu. Na osnovu očuvanja ovih ostataka, teorijskih modela i eksperimentalnih merenja, predloženo je teorijsko prelazno stanje za katalizovanu sulfatizaciju (Slika 3).
|  |  |

## Biološka funkcija
Ugljeno hidratna sulfotransferaza su transmembranski enzimi u Goldžiju, zaduženi za modifikaciju karbohidratnih struktura na glikolipidima i glikoproteinima tokom njihovog transporta kroz sekretorni put. Ovi enzimi se karakterišu kratkim citoplazmatskim N-terminalom, jednim transmembranskim domenom i obimnim C-terminalnim luminalnim domenom Goldžijevog aparata. Oni se značajno razlikuju od citosolnih sulfotransferaza, kako po svojoj strukturi, tako i po funkciji. Dok citosolne sulfotransferaze učestvuju u metaboličkim procesima modifikujući supstrate malih molekula kao što su steroidi, flavonoidi, neurotransmiteri i fenoli, ugljeno hidratna sulfotransferaza igra ključnu ulogu u ekstracelularnoj signalizaciji i adheziji, generišući unikatne ligande kroz modifikaciju karbohidratnih struktura. Budući da su supstrati ugljeno hidratne sulfotransferaze veći, oni poseduju veća aktivna mesta u odnosu na citosolne sulfotransferaze.
Postoje dve glavne porodice ugljeno hidratnih sulfotransferaza: heparan sulfotransferaze i galaktoza/N-acetilgalaktozamin/N-acetilglukozamin 6- O- sulfotransferaze (GST).

### Heparan sulfotransferaze
Heparan sulfat je glikozaminoglikan (GAG) koji je ksilozom povezan sa serinskim ostacima proteina kao što su perlekan , sindekan ili glipikan. Sulfacija heparan sulfata GAG-a pomaže da se pruži raznolikost proteinima na ćelijskoj površini i obezbeđuje im jedinstveni obrazac sulfatiranja koji im omogućava specifičnu interakciju sa drugim proteinima. Na primer, u mastocitima pentasaharid koji se vezuje za AT-III se sintetiše uz esencijalne korake sulfatizacije heparan sulfata. Vezivanje heparan sulfata u ovom pentasaharidu za AT-III inaktivira faktore koagulacije krvi trombin i faktor Xa. Takođe je poznato da heparan sulfati stupaju u interakciju sa faktorom rasta, citokinima, hemokinima, proteinima koji vezuju lipide i membranu i molekulima adhezije.

### GST
Glutation S-transferaze (GST) katalizuju sulfaciju na 6-hidroksilnoj poziciji galaktoze, N-acetilgalaktozamina ili N-acetilglukozamina. Ovi enzimi su esencijalni za posttranslacionu modifikaciju glikoproteina, učestvujući u sulfaciji koja omogućava ćelijsku komunikaciju i signalizaciju. Dodatno, GST imaju ulogu u sulfaciji proteina vanćelijskog matriksa (ECM), što je značajno za održavanje strukturalnog integriteta i međućelijske interakcije.  Na primer, GST katalizuju sulfaciju glikoproteina koji izlažu epitope specifične za vezivanje L-selektina, kao što je 6-sulfo sijalil-Luis X, što je važno za regrutaciju leukocita u područja hronične upale. Takođe, GST su odgovorni za pravilnu funkciju ECM u rožnjači, gde njihova disfunkcija može dovesti do zamagljivanja rožnjače.

## Povezanost sa bolestima
Ugljeno hidratna sulfotransferaza je predmet intenzivnog istraživanja u kontekstu farmakoloških ciljeva zbog njene fundamentalne uloge u procesima ćelijske signalizacije, adhezije i strukturalne podrške vanćelijskog matriksa (ECM). Specifično, njihova funkcija u koagulaciji krvi, modulaciji hroničnih inflamatornih stanja i očuvanju strukture rožnjače ističe se kao potencijalno terapeutski relevantna. Osim toga, ugljeno hidratna sulfotransferaza se pokazala značajna u kontekstu virusnih infekcija, uključujući interakcije sa virusom herpes simpleksa tip 1 (HSV-1) i virusom humane imunodeficijencije tip 1 (HIV-1). Dokazano je da su domeni heparan sulfata esencijalni za vezivanje HSV-1, što omogućava virusnom prodoru u ćeliju. Dok se, suprotno tome pokazalo da kompleksi heparan sulfata vezuju za HIV-1 i inhibiraju njegov ulazak u ćeliju preko primarnog receptora CD4.
Mutacije u genu karbohidratne sulfotransferaze 6 (CHST6) su direktno povezane sa makularnom distrofijom rožnjače (MCD), stanjem koje se nasleđuje autozomno recesivno. Ovaj gen se nalazi na lokusu 16q22, što je dokumentovano u Online Mendelian Inheritance in man (OMIM) pod unosom OMIM #217800

## Ljudski proteini iz ove familije
- Ugljeno hidratne sulfotransferaze 6 (CHST6) su enzimi koji koriste 3'-fosfo-5'-adenil-sulfat (PAPS) kao donor sulfata za katalizaciju prenosa sulfata na poziciju 6 ne-redukovanog N-acetilglukozamina (GlcNAc) u keratan lancima. Ovi enzimi su ključni za proces sulfacije keratana u rožnici, što je esencijalno za očuvanje njene prozirnosti.
- Ugljeno hidratne sulfotransferaze 8 (CHST8) i 9 (CHST9) su odgovorne za prenos sulfata na poziciju 4 ne-redukovanog N-acetilgalaktozamina (GalNAc) u N-glikanima i O-glikanima.[20] Oni igraju važnu ulogu u biosintezi glikoproteinskih hormona lutropina i tirotropina, omogućavajući sulfaciju njihovih ugljenohidratnih struktura.
- Ugljeno hidratna sulfotransferaza 10 (CHST10) prenosi sulfat na poziciju 3 terminalne glukuronske kiseline u oligosaharidima koji su vezani za proteine i lipide..[21] Ovaj enzim usmerava biosintezu HNK-1 ugljenohidratne strukture, sulfatnog ostatka glukuronil-laktozaminila koji se nalazi na mnogim molekulima neuralnog prepoznavanja, uključenih u ćelijske interakcije tokom ontogenetskog razvoja i sinaptičke plastičnosti kod odraslih.
- Ugljeno hidratne sulfotransferaze 11-13 (CHST11, CHST12, CHST13) katalizuju prenos sulfata na poziciju 4 GalNAc ostatka u hondroitinu.[22] Hondroitin sulfat je dominantni proteoglikan prisutan u hrskavici i široko distribuiran na površinama mnogih ćelija i ekstracelularnih matrica. Smatra se da neki, ali ne svi, od ovih enzima takođe prenose sulfat na dermatan.
- Ugljeno hidratna sulfotransferaza D4ST1 (D4ST1) je specijalizovana za prenos sulfata na poziciju 4 GalNAc ostatka u dermatan sulfatu.[23]

## Spoljašnje veze
- Sulfotransferases на 